# Sanchezia macrocnemis
Sanchezia macrocnemis är en akantusväxtart som först beskrevs av Christian Gottfried Daniel Nees von Esenbeck, och fick sitt nu gällande namn av Wassh.. Sanchezia macrocnemis ingår i släktet Sanchezia och familjen akantusväxter. Inga underarter finns listade i Catalogue of Life.